# Wola Boglewska
Wola Boglewska (prononciation : [ˈvɔla bɔˈɡlɛfska]) est un village polonais de la gmina de Jasieniec dans le powiat de Grójec de la voïvodie de Mazovie dans le centre-est de la Pologne.
Il se situe à environ 10 kilomètres au sud-est de Grójec (siège du powiat) et à 44 kilomètres au sud de Varsovie (capitale de la Pologne).
Le village possède approximativement une population de 260 habitants.

## Histoire
De 1975 à 1998, le village appartenait administrativement à la voïvodie de Radom.